# Čelkova Lehota
Čelkova Lehota (em húngaro: Cselkószabadja) é um município da Eslováquia, situado no distrito de Považská Bystrica, na região de Trenčín. Tem 3,71 km² de área e sua população em 2018 foi estimada em 145 habitantes.

## Demografia
| Ano:        | 1994 | 2004   | 2014   | 2024    |
| ----------- | ---- | ------ | ------ | ------- |
| Broj ljudi: | 139  | 146    | 141    | 160     |
| Razlika:    |      | +5,03% | -3,42% | +13,47% |

| Ano:               | 2023 | 2024   |
| ------------------ | ---- | ------ |
| Número de pessoas: | 157  | 160    |
| Diferença:         |      | +1,91% |